# Hors bilan
En comptabilité, le hors-bilan désigne habituellement un engagement, une garantie ou une activité de financement ne figurant pas au bilan de l’entreprise, que ce soit à l’actif ou au passif, parce qu'il ne répond pas aux principes de comptabilisation.
Les activités « hors bilan » ne doivent pas être confondues avec la finance de l'ombre.

## Enjeux du hors bilan
Le bilan ne peut enregistrer que des droits et obligations susceptibles d'évaluation monétaire et certaine, la limite étant constituée par les provisions, incertaines dans la mesure où elles concernent l'avenir. Mais l'environnement s'est transformé rapidement et parfois de manière désordonnée, de sorte que les règles comptables classiques ne parviennent pas à rendre compte de certaines nouveautés ; il en est résulté un développement des transactions dites « hors bilan », atténué dans certains cas par l'inscription en annexe.

## Démarche d'utilisation du hors bilan
Dans les normes internationales d'information financière (IAS/IFRS), les opérations hors bilan sont principalement visées par les normes suivantes :
- IAS 10 « Événements postérieurs à la date de clôture »
- IAS 17 « Contrats de location »
- IAS 37 « Provisions, passifs éventuels et actifs éventuels »

Selon les principes français applicables aux comptes individuels des entreprises, les principaux engagements hors-bilan sont :
- les contrats de crédit-bail (sauf traitement aux normes IFRS)
- les instruments de gestion des risques de taux et de change
- les garanties données ou reçues
- les effets escomptés non-échus (sauf traitement aux normes IFRS, auquel cas les EENE sont réintégrés au bilan lors de l'établissement des comptes consolidés)[1].

Dans les banques, la technique de gestion du hors-bilan a pris plus d’importance depuis les années 1990.
En effet, d’un côté, l’environnement concurrentiel les a obligées à rechercher de façon plus agressive des profits en s’engageant dans des activités hors bilan, comme :
- la cession de prêts
- les engagements de financement (lignes de crédit, autorisations de découvert pour les particuliers)
- les garanties données sur des prêts
- l’émission de titres adossés à des prêts hypothécaires
- les opérations de marché du type swaps ou opérations à terme

D’un autre côté, l’environnement réglementaire a évolué pour tenir compte de l’accroissement du risque hors bilan généré par ces activités. Ainsi, les accords successifs de Bâle (ratio Cooke) puis de Bâle II (ratio McDonough) et désormais de Bâle III transposés dans nombre de législations nationales les contraignent à constituer des réserves en capitaux propres proportionnellement au montant de leurs engagements hors bilan. Parallèlement, l'adoption des normes IAS/IFRS se traduit par l'abandon du concept de hors bilan pour les entreprises cotées sur un marché réglementé et pour celles qui émettent des produits de dette.
En France, dans le prolongement de la transposition des normes IAS/IFRS, les efforts de modernisation de la comptabilité nationale (notamment grâce à la Loi Organique relative aux Lois de Finance, la « LOLF ») conduisent l’État à tenter de mieux appréhender le montant de ses engagements hors bilan. Il s’agit notamment d’estimer le montant des garanties données aux établissements publics ou les engagements liés à l’assurance-vieillesse et à l’assurance-maladie qui augmentent avec le vieillissement de la population…